# Phosphonium quaternaire

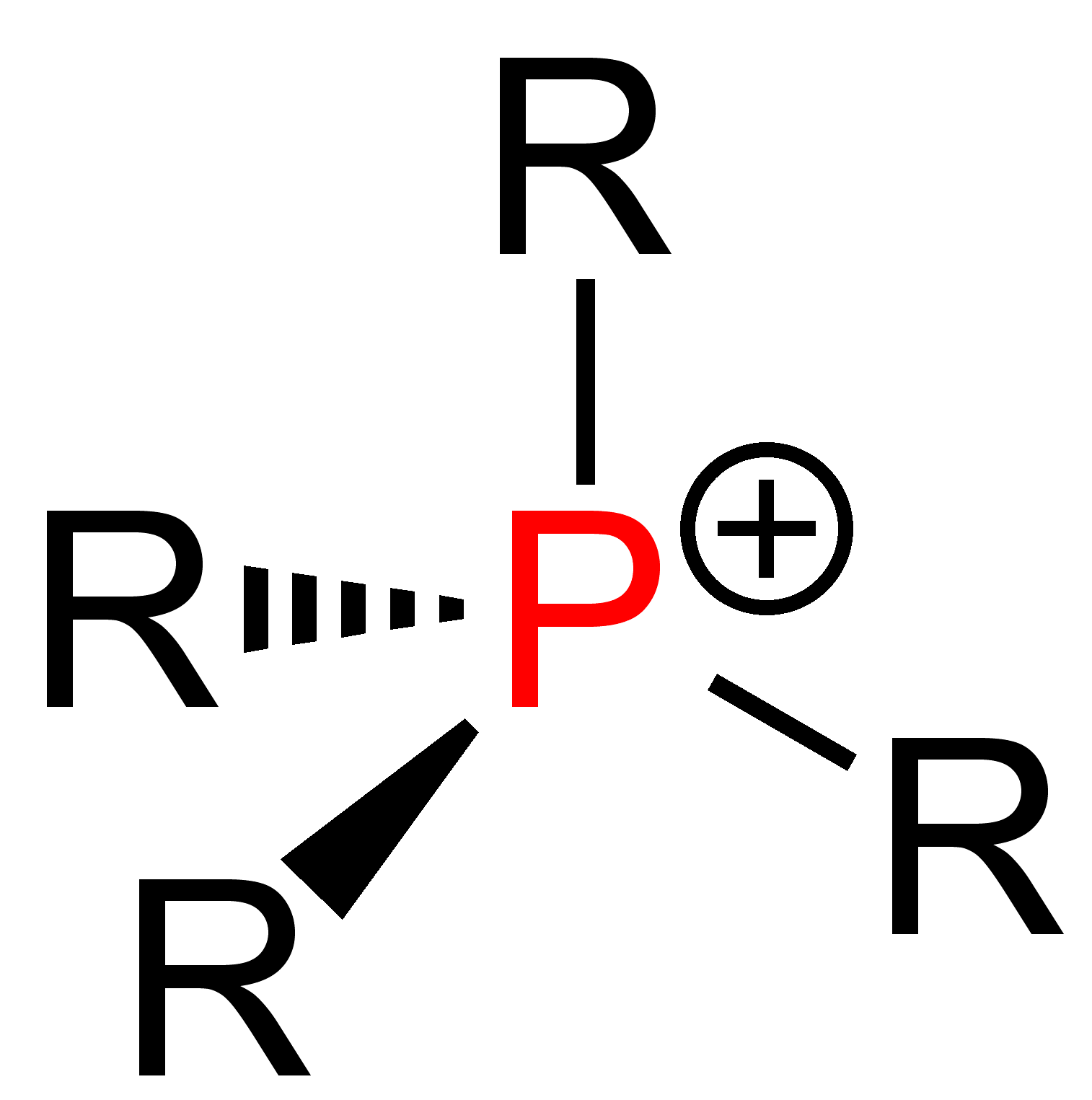
Formule général d'un cation phosphonium. R représente un groupe organyle, généralement un groupe alkyle ou aryle.

Les phosphoniums quaternaires sont une famille de composés onium analogues aux ammoniums quaternaires, mais avec un atome de phosphore (P) à la place de l'atome d'azote (N). Ils sont ainsi des ions, composés ou sels de phosphonium (PH4+) dont tous les atomes d'hydrogène ont été substitués par des groupes organyles, et ont pour formule générale PR4+.
On les trouve en général sous forme de sels, [PR4]+X−, où X est traditionnellement un halogène. Ces sont en général formés par quaternisation de composés organophosphorés.
Les ylures de phosphore utilisés dans la réaction de Wittig appartiennent à la famille des sels de phosphomium, mais il ne comportent pas d'halogène.

Un ylure de phosphore (gauche, Ph = phényle), composé phosphonium quaternaire, et sa forme mésomère ylène (droite), utilisé notamment dans la réaction de Wittig.